# ملکه دواگر
ملکه بویو (هانجا: 扶餘太后) ملکه دواگر گوگوریو بود. او همسر گوچوگا (古鄒加) جاسا (再思)، پسر پادشاه یوریمیونگ، و مادر ششمین پادشاه، پادشاه تجو است. ملکه دواگر بویو نام دقیقی نیست؛ بلکه به آسانی به معنای «ملکه دواگر از بویو» است. وقتی پسرش، پادشاه ته‌جو، در سن هفت سالگی به تخت سلطنت نشست، او نایب‌السلطنه شد.
پادشاه تائجو، که با عنوان پادشاه بنیان‌گذار (گوک‌جووانگ) نیز شناخته می‌شود، گونگ نام داشت. او در کودکی اوسو خوانده می‌شد و فرزند گوجوگا، پسر پادشاه یوری، و نوه‌ی رِسا بود. مادرش، ملکه مادر، از قوم بویو بود. پس از درگذشت پادشاه موبون، از آنجا که ولیعهد به دلیل ناپختگی و ناتوانی برای اداره کشور شایسته نبود، مردم با اشتیاق گونگ را به عنوان جانشین موبون به پادشاهی برگزیدند. گونگ از هنگام تولد توانایی دیدن داشت و با وجود سن کم، از نبوغ و استعداد برجسته‌ای برخوردار بود. با این حال، چون تنها هفت سال داشت، ملکه مادر به عنوان نایب‌السلطنه امور کشور را بر عهده گرفت.
— بازنویسی از «سامگوک ساگی»، جلد ۱۵، تاریخ گوگوریو، بخش سوم، پادشاه تائجوگوگونگ، پادشاه بنیان‌گذار گوگوریو، در سال ۵۳ میلادی (بیست و نهمین سال دوره جیان‌وو از سلسله هان پسین) در روز گی‌سا به تخت نشست. از آنجا که در آن زمان تنها هفت سال داشت، مادرش، ملکه مادر، نیابت سلطنت را بر عهده گرفت و اداره امور کشور را هدایت کرد.

## تبار
- همسر : گو جائه سا (گو جائه سا)
  - پسر امپراتور ته‌جو (ته‌جوی بزرگ)